# Humita
L'humita (in quechua: humint'a) è un piatto della gastronomia amerindia, diffuso in vari paesi della Cordigliera delle Ande come la Bolivia, il Cile, l'Ecuador, il Perù e l'Argentina. Consiste in una pasta di mais avvolta in una foglia di mais fresca e cotta lentamente al vapore o bollita. In Bolivia è conosciuta come huminta e in Brasile come pamonha. Le humitas sono simili agli uchepos messicani, o ai tamales colados, anch'essi preparati con mais fresco.

## Argentina
In Argentina, le humitas sono preparate con mais fresco, cipolle soffritte, zucca e alcune spezie che differiscono da regione a regione. L'impasto viene avvolto nelle foglie di mais e bollito oppure viene cotto in una grande padella e servito in ciotole. Si usa anche aggiungere all'impasto del formaggio tagliato a cubetti, tipicamente il queso fresco. Si possono trovare nei ristoranti e nei mercati di Jujuy, Tucumán, Salta e altre province del nord-ovest dell'Argentina.

## Cile

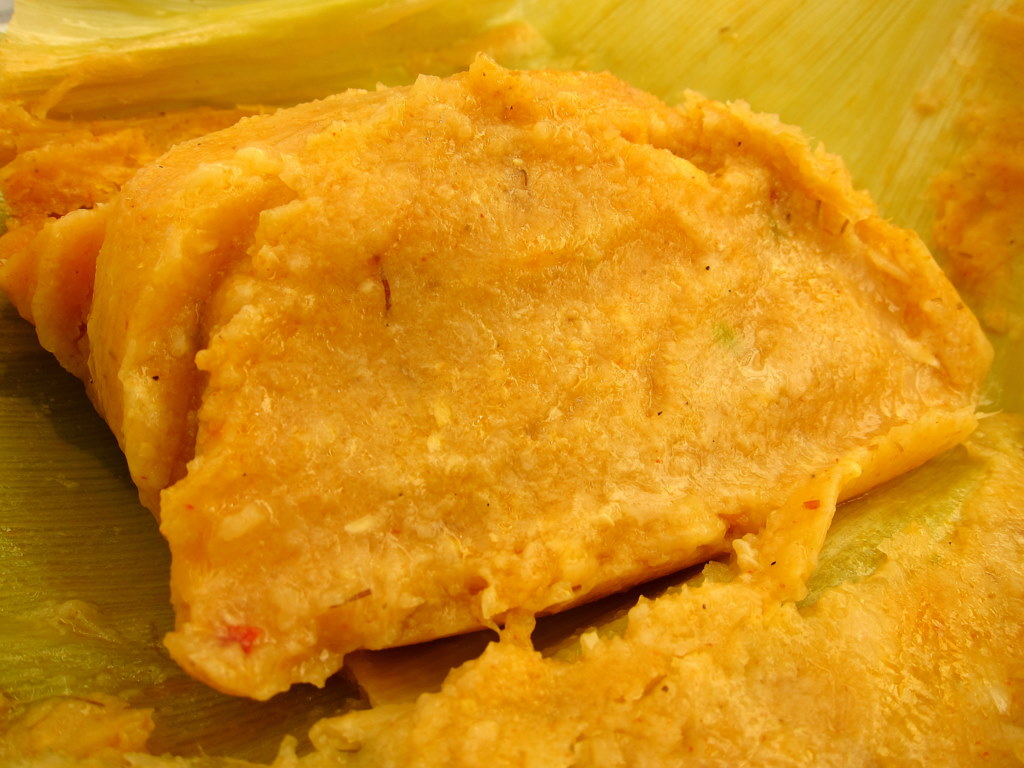
Il ripieno dell'humita.

In Cile le humitas sono preparate con mais fresco, cipolla, basilico, latte e burro o strutto. Sono avvolte in foglie di mais e cotte al forno o bollite. Possono contenere ají verde (peperoncino verde). Le humitas vengono tenute insieme cucinando con un filo o uno spago. Possono essere salate, dolci o agrodolci, servite con aggiunta di zucchero, peperoncino, sale, pomodoro, olive, paprika, ecc. In Cile, le humitas risalgono al XIX secolo.

## Ecuador
Le humitas ecuadoriane sono preparate con mais fresco macinato con cipolle, uova e spezie che variano da regione a regione e anche dalla tradizione di ogni famiglia. L'impasto è avvolto in una foglia di mais, ma viene cotto al vapore piuttosto che al forno o bollito. Le humitas ecuadoriane possono contenere anche formaggio. Questo piatto è talmente popolare in Ecuador che hanno sviluppato pentole speciali solo per cucinare le humitas. Le humitas ecuadoriane possono essere salate o dolci.

## Perù e Bolivia
Nella regione delle Ande centrali, le humitas sono preparate con mais fresco mescolato con strutto, sale e queso fresco per un piatto salato o con mais fresco con strutto, zucchero, cannella e uvetta per un piatto dolce. Le humitas salate possono essere preparate anche con l'anice. Queste sono tipicamente molto rare in altre parti del Sud America.
Queste humitas sono preparate con mais avvolto in foglie di mais e possono essere cotte in acqua bollente, in un forno pachamanca o al vapore. Possono essere avvolte in diversi modi.
Uno dei primi riferimenti alla huminta in Perù è stato scritto dall'Inca Garcilaso de la Vega nei suoi Comentarios Reales del Inca, pubblicati a Lisbona nel 1609. In merito all'huminta, egli descrive i propri ricordi di consumo del periodo in cui visse in Perù tra il 1539 e il 1560. Da ciò si può dedurre che la huminta era già preparata in Perù in quel periodo.